# Vadstena missionsförsamlings kör
Vadstena missionsförsamlings kör var en blandad kör i Vadstena missionsförsamling, Vadstena som bildades senast 1937.